# Lilla Skårsdalstjärnet
Lilla Skårsdalstjärnet är en sjö i Melleruds kommun i Dalsland och ingår i Göta älvs huvudavrinningsområde.